# Дворец (Вологодская область)
Дворец — деревня в Грязовецком районе Вологодской области.
Входит в состав Ростиловского муниципального образования, с точки зрения административно-территориального деления — в Ростиловский сельсовет.
Расстояние по автодороге до районного центра Грязовца — 1,3 км, до центра муниципального образования Ростилово — 5 км. Ближайшие населённые пункты — Свистуново, Крестовка, Льнозавода.
По переписи 2002 года население — 15 человек.